# Jari Räsänen
Jari Kalevi Räsänen (Maaninka, 28 de enero de 1966) es un deportista finlandés que compitió en esquí de fondo.
Participó en tres Juegos Olímpicos de Invierno, obteniendo dos medalla de bronce en la prueba de relevo, en Albertville 1992 (junto con Mika Kuusisto, Harri Kirvesniemi y Jari Isometsä) y en Lillehammer 1994 (con Mika Myllylä, Harri Kirvesniemi y Jari Isometsä), además de un octavo lugar en Calgary 1988, en la misma prueba.
Ganó cuatro medallas en el Campeonato Mundial de Esquí Nórdico entre los años 1989 y 1997.

## Palmarés internacional
| Juegos Olímpicos   | Juegos Olímpicos       | Juegos Olímpicos  | Juegos Olímpicos |
| Año                | Lugar                  | Medalla           | Prueba           |
| ------------------ | ---------------------- | ----------------- | ---------------- |
| 1992               | Albertville (Francia)  | Medalla de bronce | Relevo 4 × 10 km |
| 1994               | Lillehammer (Noruega)  | Medalla de bronce | Relevo 4 × 10 km |
| Campeonato Mundial |                        |                   |                  |
| Año                | Lugar                  | Medalla           | Prueba           |
| 1989               | Lahti (Finlandia)      | Medalla de plata  | Relevo 4 × 10 km |
| 1991               | Val di Fiemme (Italia) | Medalla de bronce | Relevo 4 × 10 km |
| 1995               | Thunder Bay (Canadá)   | Medalla de plata  | Relevo 4 × 10 km |
| 1997               | Trondheim (Noruega)    | Medalla de plata  | Relevo 4 × 10 km |